# Moordkruiskapel

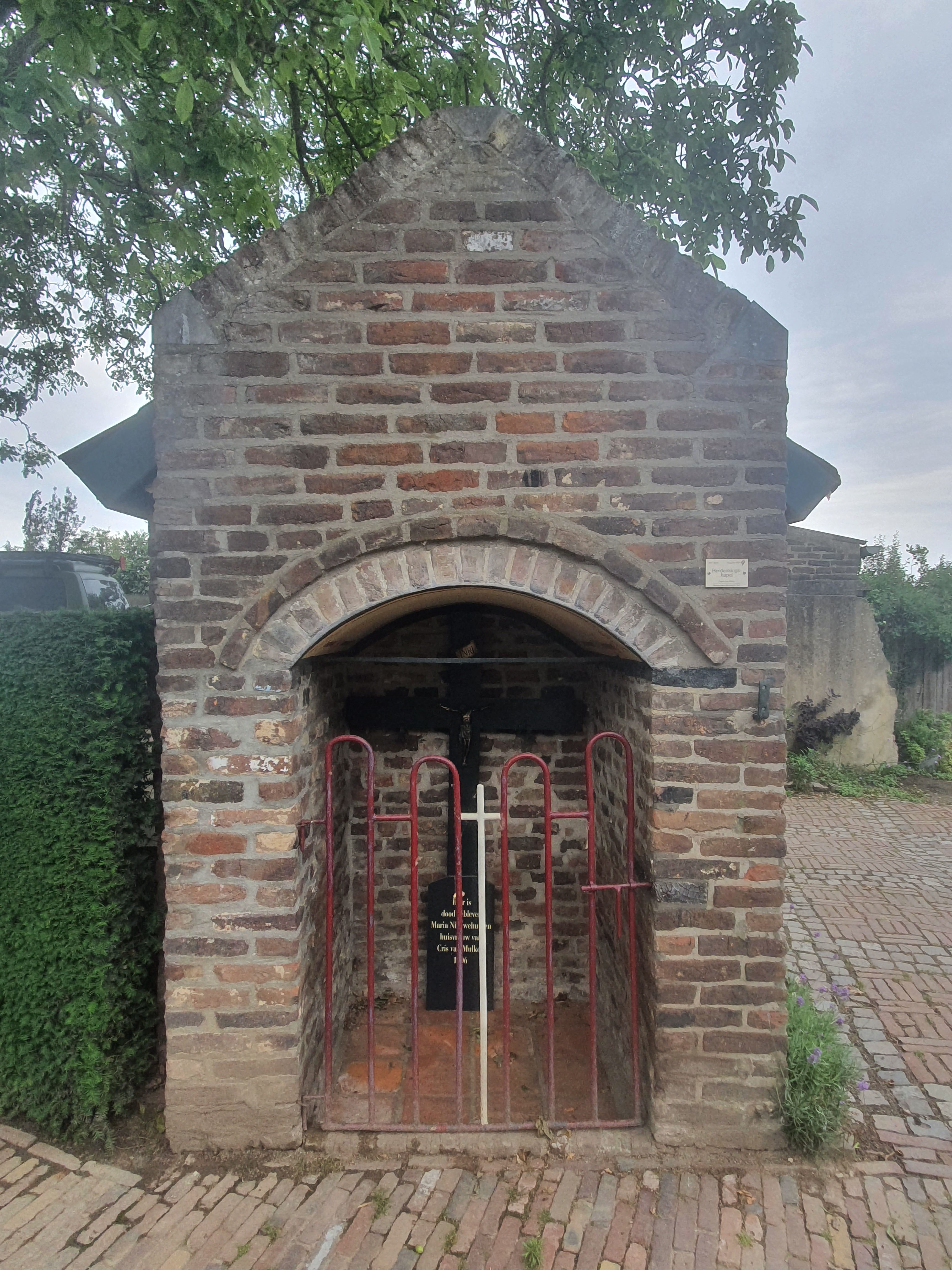
De Moordkruiskapel

De Moordkruiskapel is een kapel in Maasband in de Nederlands Zuid-Limburgse gemeente Stein. De kapel staat aan de Leutherhoekweg die vlakbij uitkomt op de Maasbanderkerkweg. Op ongeveer 60 meter naar het westen stroomt de rivier de Maas.

## Geschiedenis
Op 6 oktober 1806 werd de 45-jarige Maria Nieuwehuysen door een boze buurman doodgestoken toen zij over zijn erf liep, terwijl ze onderweg was om hout of kolen voor de kachel te halen. Deze buurman leefde met iedereen in vijandschap en had deze dag een slechte bui. Hij stak haar met een mes in de hartstreek en nog voor de ijlings gealarmeerde pastoor ter plaatse was, overleed ze aan haar verwondingen. De pastoor kon hierdoor niet meer de sacramenten der stervenden toedienen. Op de plaats waar Maria de dood vond werd door buurtbewoners een moordkruis opgericht.
Later werd er hier een kapel gebouwd ter bescherming van het kruis.

## Bouwwerk
De bakstenen kapel van veldbrandsteen staat op een rechthoekig plattegrond en wordt gedekt door een zadeldak met rode pannen. De linker zijgevel en de frontgevel zijn uitgevoerd in bakstenen, terwijl de rechter zijgevel en de achtergevel een cementstenen afdekking hebben. De frontgevel steekt boven het dak uit, waarbij de geveltop afgewerkt is met cementstenen aanzetstenen en sluitsteen. In de frontgevel bevindt zich de segmentboogvormige toegang met rollaag die wordt afgesloten met een rood ijzeren hek. In het midden van dit hek is een extra wit geschilderde spijl aangebracht die samen met een wit geschilderd horizontaal verbindingsstuk een kruis vormt. Boven het hek is een trekstang bevestigd.
Van binnen is de kapel uitgevoerd in veldbrandsteen en heeft het een gepleisterd tongewelf. Dit gewelf is okerkleurig geschilderd en heeft rode en oranje decoraties langs de randen. Tegen de achterwand is een zwart gelakt kruis geplaatst dat staand op de tegelvloer reikt tot aan het gewelf. Aan het kruis is een goudkleurige corpus bevestigd met daarboven een goudkleurige boekrol met de letters INRI. Aan de voet van het kruis is een bordje bevestigd met daarop een tekst in witte letters:

*
Hier is
dood gebleven
Maria Nieuwehuysen
huisvrouw van
Cris van Mulken
1806
*